# Technologiezentrum für Produktions- und Logistiksysteme

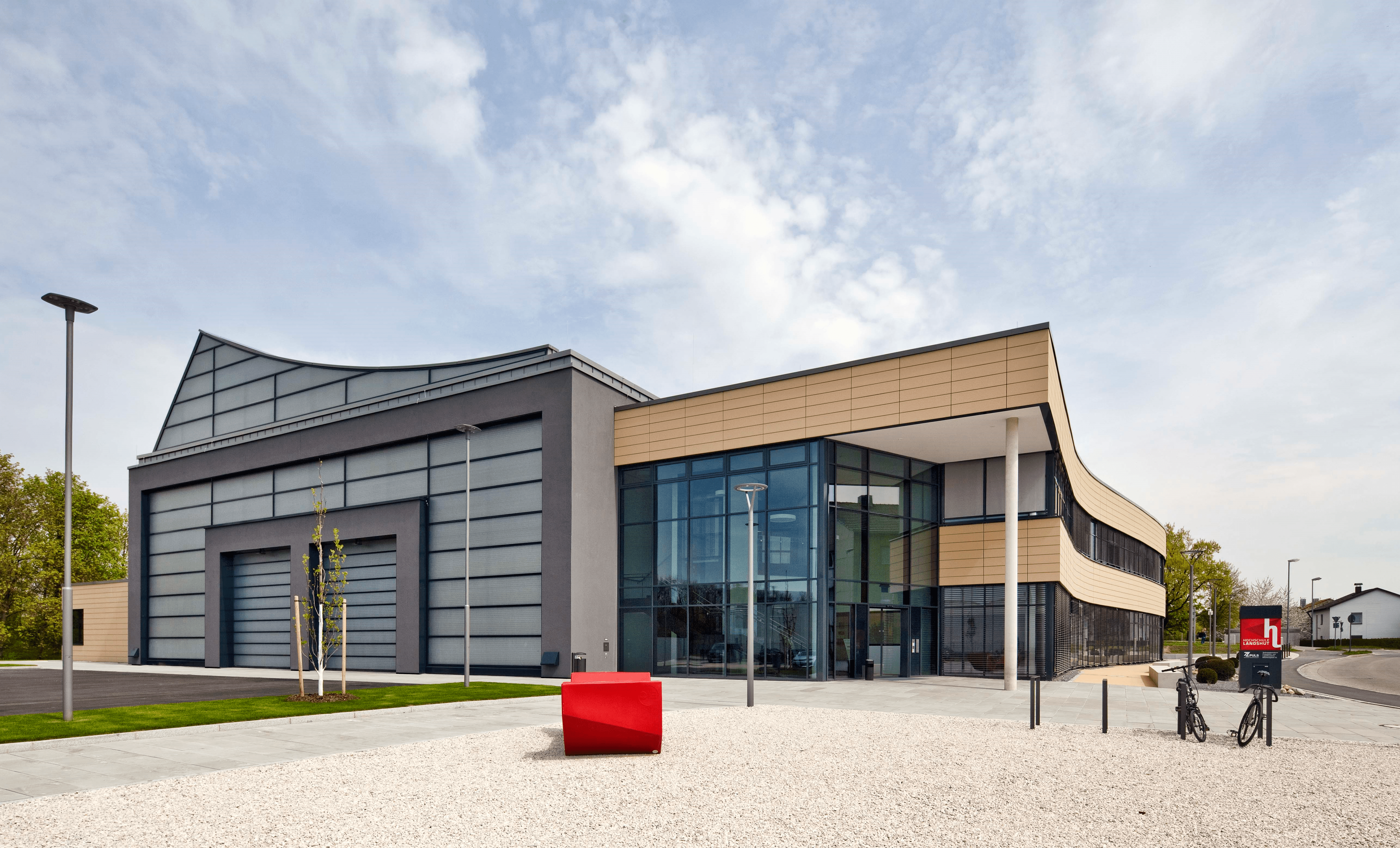
TZ PULS an der Außenstelle der Hochschule Landshut

Das Technologiezentrum für Produktions- und Logistiksysteme (TZ PULS) in Dingolfing ist der zentrale Forschungs-, Weiterbildungs- und Demonstrationsort für Best Practices und Innovationen in der Produktionslogistik. Seit April 2016 arbeiten, lehren und forschen an der Außenstelle der Hochschule Landshut vier Professoren gemeinsam mit ihren Mitarbeitern an den Themen der Intelligenten Produktionslogistik, Digitalisierung, Industrie 4.0 und Lean Management.

## Lern- und Musterfabrik
Herzstück des TZ PULS ist die 900 m² große Lern- und Musterfabrik, die ein Alleinstellungsmerkmal in der deutschen Hochschullandschaft ist. Es kann der gesamte innerbetriebliche Materialfluss von Wareneingang bis Warenausgang abgebildet und somit beforscht werden. Neben der logistischen Hardware kommen auch Softwaresysteme zur Steuerung und Kommunikation, aber auch zur Untersuchung und Optimierung von Prozessen zum Einsatz. Außerdem verfügt die Lern- und Musterfabrik über Mensch-Maschine-Schnittstellen, die eine effiziente Organisation von logistischen Abläufen ermöglicht.
Zur Ausstattung gehören:
- Lagertechnik
- Kommissionierzone
- Routenzugversorgung
- Vorfertigungsstufen

Musterfabrik des TZ PULS

- Endmontage und Warenein- und -ausgang.

Außerdem stehen zahlreiche Industrie-4.0-Komponenten wie FTS (fahrerlose Transportsysteme), Transportroboter, RFID, IoT-Elemente (Internet of Things) und ein Real-Time-Location-System zur Verfügung.

## Ziele
Die Logistik stellt für die Industrie im heutigen Umfeld einen wesentlichen Wettbewerbsfaktor dar. Der Umgang mit steigender Variantenvielfalt, zunehmenden Anforderungen des Marktes bezüglich Liefer- und Durchlaufzeiten, sowie die Forderung nach Rationalisierung und Wirtschaftlichkeit in indirekten Bereichen wirken sich erheblich auf die Produktionslogistik der Zukunft aus.
Forschungsgegenstand des TZ PULS ist die komplette interne Wertschöpfungskette vom Wareneingang über die Lagerung, die interne Materialbereitstellung, die Anordnung der einzelnen Struktureinheiten, die Steuerung der Prozesse bis hin zum Warenausgang. Die Wertschöpfungskette umfasst Technik wie Flurförderfahrzeuge, Behälter und Regalsysteme, aber auch Softwaresysteme zur Steuerung und Kommunikation. Weiterhin werden Lösungen zur Analyse und Optimierung von Prozessen, sowie Mensch-Maschine-Schnittstellen, die eine effiziente Organisation von logistischen Abläufen ermöglichen, untersucht.
Wesentliche Innovationstreiber sind die Digitalisierung und Automatisierung im Rahmen der Entwicklung zur Industrie 4.0. Durch diese vierte industrielle Revolution sind auch für die Produktionslogistik massive Veränderungen zu erwarten, die erforscht und genutzt werden müssen. Durch die Einführung und Anwendung von Lean Elementen und Digitalisierungstechnologien für den internen Material- und Informationsfluss soll die Produktionslogistik „intelligent“ werden.
Ziel des TZ PULS ist es, dieses neue Wissen strukturiert zu sammeln, weiterzuentwickeln und in Form von neuen Veranstaltungsformaten auf Basis der einzigartigen Lern- und Musterfabrik einen effizienten und weitreichenden Wissens- und Technologietransfer zu leisten.

## Professoren
Schlanke Logistikprozesse und optimierte Materialflüsse (Lean  Logistics)  bilden die Grundlage der Musterfabrik. Durch die  Einführung  und  Anwendung von Lean Elementen und  Digitalisierungstechnologien für  den  internen Material- und  Informationsfluss wird die  Produktionslogistik  „intelligent“. Die Außenstelle der Hochschule  Landshut bündelt alle hierfür notwendigen interdisziplinären  Kompetenzen, um die Wettbewerbsfähigkeit des bayerischen produzierenden  Gewerbes durch Erreichung eines hohen Prozessreifegrads in den Bereichen  Produktion und Logistik zu stärken. Vier Professoren der Fakultäten  Elektrotechnik/ Wirtschaftsingenieurwesen, Maschinenbau und  Betriebswirtschaft mit jeweils über 15 Jahren Erfahrung im Bereich  Produktionslogistik sind zusammen mit ihren Mitarbeitern in der praxisorientierten Forschung, Lehre und im Wissenstransfer tätig. Aktuell lehren folgende vier Professoren am TZ PULS:
- Markus Schneider, wissenschaftlicher Leiter TZ PULS
- Sven Roeren, stellvertretender wissenschaftlicher Leiter TZ PULS
- Sebastian Meißner
- Carsten Röh

## Studiengänge
Den Kern des Bildungsangebots am Technologiezentrum PULS stellen die beiden berufsbegleitenden Masterstudiengänge
- Prozessmanagement & Ressourceneffizienz und
- Wertorientiertes Produktionsmanagement

dar. Diese Studiengänge richten sich an künftige Fach- und Führungskräfte im Produktionsumfeld. Darüber hinaus werden zahlreiche Praktika anderer Studiengänge in den Laboren und der Musterfabrik des TZ PULS stattfinden. Diese zentral wichtigen Lerninhalte können von den Studenten selbst ausprobiert und erlebt werden. Durch die Nutzung der 900 m² großen Musterfabrik sowie einer modernen  Produktionslogistikausstattung erhalten die Studenten einen  praxisbezogenen Bezug.